# Moist county

Carte montrant les comtés secs (dry counties, rouges), humides (wet counties, bleus) et moites (moist counties, jaunes) aux États-Unis.

Aux États-Unis, un moist county (« comté moite ») est un comté situé entre un « comté sec » (dry county, dans lequel la vente de boissons alcoolisées est interdite) et un « comté humide » (wet county, dans lequel l'alcool est autorisé à la vente). 

## Terminologie
Le terme est généralement utilisé pour tout comté qui autorise la vente d'alcool dans certaines situations, mais qui a des limitations sur les ventes d'alcool qu'un wet county normal n'aurait pas. Certains comtés historiquement « secs » passent à ce système pour éviter de perdre de l'argent au profit d'entreprises d'autres comtés lorsqu'ils ne souhaitent pas devenir complètement « humides ». Le terme moist en lui-même n'a pas de sens spécifique, sauf que le comté n'est ni complètement « humide » ni complètement « sec ». Les conditions sont applicables dans les États dans lesquels la législature d'État a autorisé certains ou tous les comtés à établir ses propres règles sur les ventes d'alcool. Un comté « sec » qui contient une ou plusieurs villes « humides » est généralement appelé moist (« moite »).

## Kentucky
Dans le Kentucky, le terme peut être utilisé dans deux sens différents :
- Deux statuts différents permettent à tout territoire sec, qui peut être un comté sec ou une ville située dans un comté sec, de voter pour autoriser la vente limitée de boissons alcoolisées dans les restaurants. Les deux lois exigent que les restaurants tirent au moins 70 % de leur argent de la vente de nourriture plutôt que d'alcool. Une loi exige que le restaurant accueille au moins 100 clients. L'autre, promulguée en juin 2007, n'exige que 50 places assises mais interdit aux établissements titulaires d'une licence d'avoir un bar dédié et exige que les boissons soient vendues en association avec un repas. Une fois qu'une juridiction a voté pour de telles ventes, les restaurants éligibles peuvent demander un permis, qui est distribué de manière parcimonieuse. Par exemple, la juridiction de banlieue de Louisville du comté d'Oldham a voté pour autoriser de telles ventes au début des années 2000 (La Grange, le siège du comté d'Oldham, a ensuite approuvé la possibilité plus étendue de ventes de boissons alcoolisées en 2012)[1]. Cependant, le Kentucky's Office of Alcoholic Beverage Control (Office du Contrôle des Boissons Alcoolisées du Kentucky) n'utilise pas le terme « comté humide » pour décrire un comté dans lequel de telles ventes sont autorisées, mais l'appelle plutôt un comté « limité »[2].

- Officiellement, un « comté humide » est un comté par ailleurs sec dans lequel une ville de la juridiction du comté a voté pour autoriser la vente au détail complète de boissons alcoolisées. Les comtés suivants du Kentucky[1],[2] entrent dans cette catégorie :

| Comtés secs | Villes(s) humides |
| ----------- | ----------------- |
| Boyle       | Danville          |
| Boyle       | Junction City     |
| Caldwell    | Princeton         |
| Calloway    | Murray            |
| Carter      | Grayson           |
| Carter      | Olive Hill        |
| Clay        | Manchester        |
| Estill      | Irvine            |
| Fleming     | Flemingsburg      |
| Garrard     | Lancaster         |
| Greenup     | Bellefonte        |
| Greenup     | Greenup           |
| Greenup     | Raceland          |
| Greenup     | Russell           |
| Greenup     | South Shore       |
| Hardin      | Elizabethtown     |
| Hardin      | Radcliff          |
| Hardin      | Vine Grove        |
| Henry       | Eminence          |
| Hopkins     | Dawson Springs    |
| Hopkins     | Earlington        |
| Hopkins     | Hanson            |
| Hopkins     | Madisonville      |
| Jessamine   | Nicholasville     |
| Johnson     | Paintsville       |
| Knox        | Corbin            |
| Laurel      | London            |
| Lewis       | Vanceburg         |
| Logan       | Russellville      |
| Madison     | Richmond          |
| Martin      | Warfield          |
| Montgomery  | Mount Sterling    |
| Muhlenberg  | Central City      |
| Oldham      | La Grange         |
| Pendleton   | Falmouth          |
| Pike        | Pikeville         |
| Pulaski     | Burnside          |
| Pulaski     | Somerset          |
| Rowan       | Morehead          |
| Scott       | Georgetown        |
| Shelby      | Shelbyville       |
| Simpson     | Franklin          |
| Todd        | Guthrie           |
| Warren      | Bowling Green     |
| Washington  | Springfield       |
| Webster     | Providence Sebree |
| Whitley     | Corbin            |
| Whitley     | Williamsburg      |

À savoir qu'une fois qu'une ville a votée pour un statut complètement « humide », la loi de l'État impose une période de 60 jours, à compter de la date à laquelle les résultats des élections sont certifiés, avant que les vendeurs puissent demander des licences pour vendre des spiritueux et du vin distillés. À la fin de cette période, l'État publiera alors une annonce dans le journal officiel de cette ville pour annoncer le nombre de licences qui seront accordées. Cependant, les licences pour la vente de bières ne sont pas soumises à des quotas et peuvent être demandées une fois que la ville a promulgué une ordonnance.